# آئوگوستو مارتلی
آئوگوستو مارتلی (ایتالیایی: Augusto Martelli؛ ‏ ۱۵ مارس ۱۹۴۰ – ۳ نوامبر ۲۰۱۴) آهنگساز، رهبر ارکستر و تنظیم‌کننده اهل ایتالیا بود. او همچنین به خاطر رابطه عاشقانه و حرفه‌ای خود با خواننده پاپ مینا که با او به عنوان آهنگساز و تنظیم کننده همکاری داشت و با او شرکت نشر موسیقی PDU را تأسیس کرد، شناخته شده است.
از فیلم‌هایی که وی در آن‌ها نقش داشته است، می‌توان به باد خشمگین و ایزدمار اشاره نمود.